# Xã Saline, Quận Jefferson, Ohio
Xã Saline (tiếng Anh: Saline Township) là một xã thuộc quận Jefferson, tiểu bang Ohio, Hoa Kỳ. Năm 2010, dân số của xã này là 1.353 người.